# 形質芽球性リンパ腫
形質芽球性リンパ腫（けいしつがきゅうせいリンパしゅ、Plasmablastic lymphoma: PBL）は、2017年に世界保健機関（WHO）によって「形質芽球様分化を伴うリンパ系腫瘍」と呼ばれるリンパ腫のサブグループに属すると認められた大細胞型B細胞リンパ腫の一種。このサブグループには形質芽細胞性骨髄腫(またはこの形質細胞腫的な亜種)・HHV8陽性ないし陰性の原発性体腔液リンパ腫（Primary effusion lymphoma）、ALK陽性大細胞型B細胞リンパ腫（ALK positive LBCL）、HHV8陽性びまん性大細胞型B細胞リンパ腫・非特異型（HHV8 positive DLBCL, NOS）らが含まれる。
これらのリンパ腫はすべて形質芽細胞性の悪性腫瘍である。すなわち、形質細胞へ分化するB細胞が成熟できないまま過度に増殖し、さまざまな組織や臓器に浸潤して害をなすというものである 。
上のサブグループに含まれるPBL以外のリンパ腫はPBLの亜種だと誤解されることがある。これらのリンパ腫はそれぞれ臨床的・形態学的・遺伝子的な特徴を有する。重要な特徴として、これらのリンパ腫はサブグループ中の他のリンパ腫と重複する場合がある。そのためこれらのリンパ腫を正しく診断することは困難である 。だがこれらは類似するリンパ腫と予後や治療法が大きく異なる可能性があり、正しい鑑別が重要である 。
形質芽球性リンパ腫は進行性かつまれな悪性腫瘍であり、通常は化学療法への反応が悪く、予後も非常に悪い。HIV / AIDS感染者・臓器移植のレシピエント・その他の免疫抑制状態にある男性で好発するが、PBL患者の約5％では免疫系に明らかな異常を認めない  。
PBLの症例の半数以上では、悪性形質芽細胞において腫瘍ウイルスであるエプスタイン・バール・ウイルス（EBV）の感染が見られる。稀だが既存の低悪性度B細胞性リンパ腫の形質転換により生じることもある 。高齢者の形質芽球性リンパ腫(PBL of the elderly; PBL-e)とも呼ばれるPBLの亜種では多くのPBLに比べて予後が有意によく 、少なくとも部分的には免疫老化(老年期に発生する免疫不全)が原因であると考えられている 。

## 臨床的特徴
多くの形質芽球性リンパ腫は急速に成長する軟部組織の塊であり 、潰瘍形成・出血や痛みを伴いうる 。2020年のレビューでは、PBDは典型的には中年～高齢者(1〜88歳の範囲、中央値58歳)で、また男性（症例の約73％）で生じる 。小児の症例はごくわずかしか報告されていない 。 PDL病変は主にリンパ節（症例の約23％）・消化管（約18％）・骨髄（16％）および口腔（12％）で生じる 。稀だが皮膚・泌尿生殖器・副鼻腔・肺・骨でも生じうる  。
PBLは、原発性口腔疾患 またはごくまれに皮膚疾患・リンパ節疾患として現れることもあるが、多くの場合は広範囲にわたるIII期またはIV期のリンパ腫として現れ、約40％で発熱、寝汗、体重減少といった全身症状(B症状)を伴う。約48％〜63％はHIV/AIDS罹患者で生じ、HIV/AIDS罹患者の約80％がEBV感染を合併するが、HIV/AIDSに罹患しないPBL患者では約50%のみがEBV感染を合併する 。臓器移植後にPBLを発症する例では85％以上でEBV感染を合併している 。移植後の症例やHIV/AIDS感染例では多くが進行性だが、発症の主な要因がEBVである場合は進行が遅く慢性的な経過を辿りやすい 。加齢により生じる例（> 68歳）の多くでも同様に慢性的な経過となる 。

## 病態生理
最近の研究により、免疫不全の原因となるウイルス性疾患であるHIV/AIDS（細胞性免疫不全に伴う臨床症状 の状態）に加えて、その他の免疫不全の要因を1つ以上有する症例が知られつつある 。主な要因は以下の通り。
- 臓器移植の既往

- 免疫抑制薬の使用

- 自己免疫および慢性炎症性疾患（例： C型肝炎 [3]、関節リウマチ、グレーブス病、巨細胞性動脈炎、サルコイドーシス、重症乾癬[9] ）

- 年齢（例えば>60歳）による免疫老化

PDLのまれな症例は、慢性リンパ性白血病/小リンパ球性リンパ腫や濾胞性リンパ腫などの低悪性度B細胞悪性腫瘍の形質転換としても発生しています 。
PBLの60〜75％でEBVに感染した形質芽細胞が見られる  。EBVは世界の人口の約95％に感染し、無症状、あるいは軽度の非特異的症状、もしくは伝染性単核球症を呈する。そののち潜伏期に入り、感染者は生涯にわたってEBVをB細胞系列に保有する無症候性キャリアになる。数週間・数ヶ月・数年または数十年後に、これらの保因者のごく一部、特に免疫不全の保因者がさまざまなEBV関連の良性ないし悪性の疾患のいずれかを発症する。このうち極めて稀な例として形質芽球性リンパ腫が生じることとなる 。形質芽細胞に感染したEBVはI型潜伏感染の状態にあり、感染細胞ではEBVのコードする小RNA(EBV-encoded small RNA; EBER)やBART(BamHI-A rightward transscript) miRNAが発現する。これらのRNAは感染細胞の増殖を促進し、宿主の免疫系の細胞傷害性T細胞による攻撃を回避し、そしておそらく、傷害された感染細胞のアポトーシス（すなわちプログラム細胞死）を阻害する。
こうしてPBLの形質芽細胞は宿主の免疫監視をすり抜けて長期間生存し、過度に成長し、前悪性の遺伝子異常を獲得する。 PBLに見られる主な遺伝子異常は次の通り。
1）遺伝子組換えによる抗体遺伝子との再配列、あるいは稀な他の原因に由来したMYCがん原遺伝子の発現増加（この遺伝子の産物であるMycタンパク質により細胞増殖促進・アポトーシス阻害が生じ悪性化が促進される）。
2）PRDM1遺伝子の発現低下(この遺伝子の産物であるPRDM1/BLMP1タンパク質がMycタンパク質の発現を抑制する)  。
3）（びまん性大細胞型リンパ腫でよく見られるものと類似した、）1・7・11・22番染色体の特定の領域における高頻度の複製  。
4）シグナル伝達物質に対するB細胞応答に関与する、少なくとも13個の遺伝子の発現低下  。
5）B細胞から形質細胞への成熟を促進する遺伝子の発現増加（例：CD38、CD138、IR4/MUM1、XBP1、IL21R、PRDM1）。
6）B細胞特有の遺伝子の発現低下（例：CD20およびPAX5） 。

## 診断
関与するPBD塊および浸潤物の顕微鏡検査では、形質細胞、すなわち形質芽細胞の顕著な特徴を有する免疫芽細胞様細胞のびまん性増殖を認めるのが典型的である 。免疫染色ではこれらの細胞はCD20・PAX5といったB細胞マーカーを欠き(症例の約10％でCD20は非常に低レベルで発現される可能性がある）、CD38・CD138・IR4/MUM1・XBP1・IL21R ・PRDM1といった形質細胞マーカーの発現を認める。また先述の遺伝子異常、特にMYCがん原遺伝子の再配列・過剰発現も見られうる。 HIV/AIDSあるいはその他の免疫不全の要因、低悪性度リンパ腫の既往、病変部位におけるEBVおよび形質芽細胞の存在は診断の参考となる 。

### 鑑別診断
様々なリンパ腫において形質芽細胞の存在・PBL様の形質といった顕微鏡的外観を認めることがある。様々なマーカーの発現について形質芽細胞をさらに精査し、以下に示すようなPBL以外の疾患を示唆する要因を調べることで鑑別が可能である。

#### ALK陽性大細胞型B細胞リンパ腫（ALK positive LBCL）
PBLとは異なり、形質芽細胞においてACVRL1遺伝子の産物であるアクチビン受容体様キナーゼ1（ALK1）を強く発現する。またEBVに感染していないためEBERやBART miRNAの発現は見られない。

#### HHV8陽性びまん性大細胞型B細胞リンパ腫・非特異型
PBLとは異なり、 LANA -1タンパク質などのHHV8（カルポジ肉腫ウイルスとも呼ばれる）の発現産物を認める。形質芽細胞においてはCD30・CD138・CD79aの発現 やクローナルなIgM抗体の存在を認めず、また通常はEBVに感染していないためEBERやBART miRNAの発現は見られない 。

#### 原発性体腔液リンパ腫（Primary effusion lymphoma）
PBLとは対照的に、HHV8陽性・陰性にかかわらず通常CD45を強く発現する 。HHV8陽性例ではLANA-1タンパク質などのHHV8タンパク質を発現する。HH8陰性例では、形質芽細胞がCD20やCD79aなどの特定のB細胞マーカーを高頻度で発現するでもPBLと異なる。

#### 形質芽細胞性骨髄腫
形質芽細胞性骨髄腫とPBLはさまざまな要因で区別されます。多発性骨髄腫ないし形質細胞腫の既往、溶解性骨病変の存在 、血清カルシウム高値、腎不全、貧血、ないし血清・尿中の骨髄腫タンパク質の存在においてはPBLより形質芽細胞性骨髄腫の診断が有力となる。しかし、両疾患で最終的に発現されるマーカータンパク質はほぼ同一であり、WHOの分類によれば「PBLまたは多発性骨髄腫と連続した形質芽細胞性新生物(plasmablastic neoplasm, consistent with PBL or multiple myeloma)」との診断がなされる場合がある 。

#### その他のB細胞性リンパ腫
びまん性B細胞リンパ腫、慢性リンパ性白血病/小リンパ球性リンパ腫、濾胞性リンパ腫などのB細胞性リンパ腫で見られる形質芽細胞は、一般にCD20を発現し、 しばしばCD45を発現する。 PBLにおける形質芽細胞は10％の症例でCD20を弱く発現する、CD20が強く発現しCD45の発現が見られる症例では事実上PBLは除外される 。

## 治療
PBLの治療法は、限局性疾患に対する放射線療法から、広範囲にわたる疾患に対するさまざまな化学療法レジメンにまで及びます。化学療法レジメンとしては以下のものがある。
- CHOP療法

- CHOP療法類似療法(例：CHOP+エトポシド)

- HyperCVAD/MA療法（シクロホスファミド、ビンクリスチン、ドキソルビシン、デキサメタゾン、および高用量メトトレキサートとシタラビン）

- CODOX-M / IVAC療法（シクロホスファミド、ビンクリスチン、ドキソルビシン、高用量メトトレキサートおよびイホスファミド、エトポシド、および高用量シタラビン）

- COMB療法（シクロホスファミド、オンコビン、メチル-CCNU 、およびブレオマイシン）

- EPOCH療法（エトポシド、プレドニゾン、ビンクリスチン、シクロホスファミド、およびドキソルビシン）

放射線のみでPBLを治療した症例は限られているが、限局性の症例ではドキソルビシンベースの化学療法レジメンと放射線療法が併用されている 。

### 実験的治療
標準的な化学療法レジメンの効果は十分とは言えないため、新しい治療法が模索されている。プロテアソーム阻害薬であるボルテゾミブは、単独で、あるいは放射線療法やCHOP療法・EPOCH療法・THP-COP療法（ピラルビシン、シクロホスファミド、ビンクリスチン、プレドニゾン）といったレジメンと組み合わせて、新たに診断された例や再発例で用いられている。これらの探索的研究の結果はよりコントロールのいい状態におけるさらなる研究を少なからず動機づけ強く支持するものである 。国立がん研究所とAIDS Malignancy Consortiumが後援する研究では、PBLにおけるEPOCH療法レジメンにダラツムマブを追加する際の投与量・安全性・有効性を調べるための症例を募っている 。ダラツムマブは、CD38に結合し、表面にこれを発現するPBLの形質芽細胞を含む細胞を直接的あるいは間接的に殺すモノクローナル抗体である 。シティ・オブ・ホープ研究所が後援する進行中の研究では、HIV / AID患者やPBLを含む非ホジキンリンパ腫の患者において、HIVゲノムの重要な要素を標的とする、組換えRNAを用いた遺伝子治療の実現可能性・安全性を調べている 。

## 予後
上記の化学療法レジメンのどれかを受けた患者全体では、全生存期間22か月・全生存期間32か月となっている。全米総合がんネットワークはより集中的なレジメン（例：hyper-CVAD-MA療法またはEPOCH療法）を推奨しており、これらのレジメンのもとでは38%で全生存期間5年以上、40%で無病生存率5年以上という結果が得られている。化学療法に加えて自家造血幹細胞移植を受ける患者もいるが、きわめて少数であり効果は不明。HIV由来のPBLの症例のいくつかはHIVに対するHAART療法でPDL病変の寛解を得ている 。

## 歴史
1989年に発表されたGreenとEversoleによる研究では、口腔内にリンパ腫性腫瘤を呈したHIV/AIDSの9症例が報告されている。これらのリンパ腫では、 T細胞性リンパ球マーカータンパク質の発現が見られず、EBVに感染した明らかな悪性の形質芽細胞が増殖していた。 
8年後にDelecluseらは、彼らが形質芽球性リンパ腫(Plasmablastic lymphoma)と名付けたリンパ腫について発表した。これらはびまん性大細胞型B細胞リンパ腫の特徴をいくらか有しながらも、主に口腔内で増大し、B細胞性・T細胞性マーカータンパク質を欠き、また16例中15例でEBVに感染していた。
2008年、WHOはこのリンパ腫をびまん性大細胞型リンパ腫の変種として認識した。これに続く多くの研究により、このリンパ腫が口腔以外の広範囲の組織、および他のさまざまな免疫不全状態の者で発生することが知られた  。
2017年、WHOはPBLを、「形質芽球様分化を伴うリンパ系腫瘍」と呼ばれるリンパ腫のサブグループの最も一般的な要素として分類した 。